# Adrián Biniez
Adrián Biniez (Buenos Aires, 28 d'agost de 1974), sobrenomenat com a Garza, és un director de cinema, actor, guionista i cantant de rock argentí radicat a l'Uruguai.
Adrián Biniez va començar la seva carrera artística a l'Argentina, com a cantant i compositor de la banda de rock independent Reverb en la dècada dels noranta. La banda va gravar dos discos. El seu primer contacte amb el món cinematogràfic li va arribar a l'Uruguai l'any 2004, interpretant un petit paper com a cantant de karaoke en la pel·lícula Whisky, de Juan Pablo Rebella i Pablo Stoll. es de llavors resideix en Montevideo. La pel·lícula va ser tot un èxit a Llatinoamèrica i Espanya, rebent multitud de premis i també va ser exhibida en cinemes alemanys.
Això va portar a Biniez a interessar-se més pel cinema, començant en 2005 a escriure guions per a la sèrie de televisió Los Informantes. Aquest mateix any va participar en el Talent Campus de la Universitat de Buenos Aires. D'octubre a novembre de 2005 va formar part de l'III Curs de Projectes Cinematogràfics Llatinoamericans a Madrid. En 2006 va dirigir el seu primer curtmetratge, titulat 8 horas.
Estrenarà l'any 2009 el seu primer llargmetratge com a director, Gigante, que va competir com a convidada a la Berlinale d'aquest any. inalment la pel·lícula va sorprendre aconseguint el Gran Premi del Jurat. Juntament amb aquest Os de Plata, Biniez també va rebre el premi al millor debut i al costat d'Andrzej Wajda per Tatarak, el Premi Alfred Bauer. La pel·lícula va ser estrenada a Alemanya a l'octubre de 2009. En 2011 rebria per aquesta mateixa pel·lícula el Cóndor de Plata, un dels màxims premis al cinema a l'Argentina, com a Millor Pel·lícula Iberoamericana.
En 2014 estrena el seu segon llargmetratge com a director, titulat El 5 de talleres. Igual que en l'anterior pel·lícula, el guió és obra seva.

## Filmografia
- El 5 de Talleres (2014) com a guionista y director
- Una noche sin luna (2014) com a actor
- Ella y todo lo otro (2011) (curtmetratge) com a actor
- Gigante (2009) com a guionista i director
- Total disponibilidad (2008) (curtmetratge) com guionista i director
- Los Informantes (2006) (TV) com guionista i actor ocasional
- 8 horas (2006) (cortometraje) com guionista i director
- Whisky (2004) com a actor

## Premis[calcitació]
Còndor de Plata
| Any  | Categoria                        | Pel·lícula | Resultat  |
| ---- | -------------------------------- | ---------- | --------- |
| 2011 | Millor Pel·lícula Iberoamericana | Gigante    | Guanyador |

Ossos de Plata
| Any  | Categoria             | Pel·lícula | Resultat  |
| ---- | --------------------- | ---------- | --------- |
| 2009 | Gran Premi del Jurat  | Gigante    | Guanyador |
| 2009 | Premi Alfred Bauer    | Gigante    | Guanyador |
| 2009 | Premi al Millor Debut | Gigante    | Guanyador |

Festival Internacional de Cinema de Cartagena de Indias
| Any  | Categoria         | Pel·lícula | Resultat  |
| ---- | ----------------- | ---------- | --------- |
| 2010 | Millor Pel·lícula | Gigante    | Guanyador |
| 2010 | Més ben Director  | Gigante    | Guanyador |
| 2010 | Millor Guió       | Gigante    | Guanyador |

Festival Internacional de Cinema de Bombai
| Any  | Categoria        | Pel·lícula | Resultat  |
| ---- | ---------------- | ---------- | --------- |
| 2009 | Més ben Director | Gigante    | Guanyador |

Festival Internacional de Cinema de Sant Sebastià
| Any  | Categoria       | Pel·lícula | Resultat  |
| ---- | --------------- | ---------- | --------- |
| 2009 | Premi Horitzons | Gigante    | Guanyador |

Festival Internacional de Cinema de Chicago
| Any  | Categoria | Pel·lícula | Resultat  |
| ---- | --------- | ---------- | --------- |
| 2009 | Gold Hugo | Gigante    | Guanyador |

Festival de Cinema de Lima
| Any  | Categoria       | Pel·lícula | Resultat  |
| ---- | --------------- | ---------- | --------- |
| 2009 | Premi del Jurat | Gigante    | Guanyador |

Festival Internacional del Nou Cinema Llatinoamericà de l'Havana
| Any  | Categoria                    | Pel·lícula | Resultat  |
| ---- | ---------------------------- | ---------- | --------- |
| 2009 | Gran Premi Coral-Segon Premi | Gigante    | Guanyador |

Festival de Cinema de Gramado
| Any  | Categoria           | Pel·lícula | Resultat  |
| ---- | ------------------- | ---------- | --------- |
| 2009 | Millor Guió         | Gigante    | Guanyador |
| 2009 | Premi de la Crítica | Gigante    | Guanyador |

Buenos Aires Festival Internacional de Cinema Independent
| Any  | Categoria           | Pel·lícula | Resultat  |
| ---- | ------------------- | ---------- | --------- |
| 2008 | Millor Curtmetratge | 8 horas    | Guanyador |

Festival Cinematogràfic Internacional de l'Uruguai
| Any  | Categoria                        | Pel·lícula | Resultat  |
| ---- | -------------------------------- | ---------- | --------- |
| 2006 | Primer Premi-Millor Curtmetratge | 8 horas    | Guanyador |